# Kristina Si
Kristina Si, właśc. Kristina Elchanowna Sarkisian (ros. Кристина Эльхановна Саркисян; ur. 9 marca 1991 w Pietropawłowsku) – rosyjska piosenkarka i raperka prezentująca w stylu R&B.

## Życiorys
Urodziła się w Pietropawłowsku w rodzinie cyrkowców. Z uwagi na objazdowy tryb pracy rodziców przez pierwsze sześć lat życia często zmieniała z nimi miejsce zamieszkania. W 1997 osiedliła się z rodziną w Tule. Wtedy też zaczęła uczęszczać do szkoły muzycznej i podjęła naukę gry na fortepianie. W 2008 przeprowadziła się do Moskwy i została przyjęta do Instytutu Sztuki Współczesnej na wydziale śpiewu pop-jazz.

## Kariera
W 2010 poznała kompozytora Pawła Muraszowego, który napisał dla niej piosenkę „Ja uletaju”. Latem 2011 wydała singiel „Naczinaju zabywać” wraz z teledyskiem. Na początku 2013 wydała singiel „Zima”, a w marcu podpisała kontrakt z wytwórnią Black Star, pod której szyldem zadebiutowała singlem „Nu nu da” uznanym przez redakcję portalu Rap.ru za jedną z 10 najlepszych piosenek roku 2013, a teledysk do piosenki zajął piąte miejsce w redakcyjnym zestawieniu Rosyjskich klipów roku.
W czerwcu 2015 została jurorką w programie Just Dance na kanale A-One.
W listopadzie 2016 trzykrotnie odmówiono jej wjazdu na terytorium Ukrainy ze względu na jej przemówienie na Krymie, które wygłosiła latem tego samego roku.
28 listopada 2016 wydała debiutancki album studyjny pt. Swietom wo tmie. Latem 2017 została jurorką w programie Popadi w telek po lubwi w STS LOVE. Zdobyła nagrodę dla ulubionej piosenkarki w plebiscycie telekanału STS «Daj Piat». Również w 2017 trafiła do top 100 najpopularniejszych raperów-wykonawców w plebiscycie stacji MTV Russia. W marcu 2018 wytwórnia Black Star poinformowała o przerwaniu kontraktu z Kristiną Si.

## Dyskografia

### Albumy
- Swietom wo tmie (2016)

### Single

#### Jako główna artystka
| Rok                                                      | Tytuł                                            | Najwyższe pozycje na listach | Najwyższe pozycje na listach | Najwyższe pozycje na listach | Najwyższe pozycje na listach | Najwyższe pozycje na listach | Najwyższe pozycje na listach | Najwyższe pozycje na listach | Najwyższe pozycje na listach | Najwyższe pozycje na listach | Najwyższe pozycje na listach | Najwyższe pozycje na listach | Najwyższe pozycje na listach | Najwyższe pozycje na listach | Najwyższe pozycje na listach | Najwyższe pozycje na listach | Najwyższe pozycje na listach | Najwyższe pozycje na listach | Najwyższe pozycje na listach | Najwyższe pozycje na listach | Najwyższe pozycje na listach | Najwyższe pozycje na listach | Najwyższe pozycje na listach | Najwyższe pozycje na listach | Najwyższe pozycje na listach | Najwyższe pozycje na listach | Najwyższe pozycje na listach | Najwyższe pozycje na listach | Najwyższe pozycje na listach | Najwyższe pozycje na listach | Najwyższe pozycje na listach | Najwyższe pozycje na listach | Najwyższe pozycje na listach | Album           |
| Rok                                                      | Tytuł                                            | Apple Music                  | Apple Music                  | Apple Music                  | Apple Music                  | Apple Music                  | Apple Music                  | Apple Music                  | Apple Music                  | Apple Music                  | Apple Music                  | Apple Music                  | Apple Music                  | Apple Music                  | Apple Music                  | Apple Music                  | Apple Music                  | Apple Music                  | iTunes                       | iTunes                       | iTunes                       | iTunes                       | iTunes                       | iTunes                       | iTunes                       | iTunes                       | iTunes                       | iTunes                       | iTunes                       | iTunes                       | iTunes                       | iTunes                       | iTunes                       | Album           |
| Rok                                                      | Tytuł                                            | RUS                          | ARM                          | AZE                          | BLR                          | BUL                          | CYP                          | EST                          | KAZ                          | KGZ                          | LTU                          | LAT                          | MDA                          | POL                          | TJK                          | TKM                          | UKR                          | UZB                          | RUS                          | ARM                          | AZE                          | BLR                          | CZE                          | EST                          | ISR                          | KAZ                          | LTU                          | LUX                          | LAT                          | POL                          | POR                          | UKR                          | ITA                          | Album           |
| -------------------------------------------------------- | ------------------------------------------------ | ---------------------------- | ---------------------------- | ---------------------------- | ---------------------------- | ---------------------------- | ---------------------------- | ---------------------------- | ---------------------------- | ---------------------------- | ---------------------------- | ---------------------------- | ---------------------------- | ---------------------------- | ---------------------------- | ---------------------------- | ---------------------------- | ---------------------------- | ---------------------------- | ---------------------------- | ---------------------------- | ---------------------------- | ---------------------------- | ---------------------------- | ---------------------------- | ---------------------------- | ---------------------------- | ---------------------------- | ---------------------------- | ---------------------------- | ---------------------------- | ---------------------------- | ---------------------------- | --------------- |
| 2014                                                     | „Nu nu da” (Space4sound Remix)                   | –                            | –                            | –                            | –                            | –                            | –                            | –                            | –                            | –                            | –                            | –                            | –                            | –                            | –                            | 41                           | –                            | –                            | –                            | –                            | 168                          | –                            | –                            | 1                            | –                            | –                            | 145                          | –                            | –                            | –                            | –                            | –                            | –                            | –               |
| 2014                                                     | „Mama Boss”                                      | –                            | –                            | –                            | –                            | –                            | –                            | –                            | –                            | –                            | –                            | –                            | –                            | –                            | 185                          | 37                           | –                            | –                            | 6                            | –                            | 70                           | 39                           | –                            | –                            | –                            | –                            | 194                          | –                            | –                            | –                            | 102                          | 4                            | –                            | –               |
| 2014                                                     | „Mnie nie smieszno”                              | –                            | –                            | –                            | –                            | –                            | –                            | –                            | –                            | –                            | –                            | –                            | –                            | –                            | –                            | –                            | –                            | –                            | 59                           | –                            | 106                          | 92                           | –                            | –                            | –                            | –                            | 158                          | 97                           | 149                          | –                            | –                            | 131                          | –                            | –               |
| 2014                                                     | „Mnie nie smieszno” (DJ Ed Remix)                | –                            | –                            | –                            | –                            | –                            | –                            | –                            | –                            | –                            | –                            | –                            | –                            | –                            | –                            | –                            | –                            | –                            | –                            | –                            | –                            | 50                           | –                            | –                            | –                            | –                            | –                            | –                            | –                            | –                            | –                            | –                            | –                            | –               |
| 2015                                                     | „Nie obiżaj menia”                               | –                            | –                            | –                            | –                            | –                            | –                            | –                            | –                            | –                            | –                            | –                            | –                            | –                            | –                            | –                            | –                            | –                            | 3                            | –                            | 182                          | 41                           | –                            | –                            | –                            | –                            | –                            | –                            | 125                          | –                            | –                            | –                            | –                            | –               |
| 2016                                                     | „Choczu”                                         | –                            | –                            | –                            | –                            | –                            | –                            | –                            | –                            | –                            | –                            | –                            | –                            | –                            | –                            | 65                           | –                            | –                            | 3                            | –                            | 54                           | 2                            | –                            | 3                            | –                            | –                            | 136                          | –                            | 2                            | 51                           | –                            | 1                            | –                            | –               |
| 2016                                                     | „Siekriet” (Kristina Si, gościnnie: Scroodgee)   | –                            | –                            | –                            | –                            | –                            | –                            | –                            | –                            | –                            | –                            | –                            | –                            | –                            | 44                           | –                            | –                            | –                            | 1                            | –                            | 70                           | 2                            | 84                           | 182                          | 67                           | –                            | 130                          | –                            | 2                            | –                            | 155                          | 2                            | –                            | –               |
| 2016                                                     | „Kosmos”                                         | –                            | –                            | –                            | –                            | –                            | –                            | –                            | –                            | –                            | –                            | –                            | –                            | –                            | 32                           | 10                           | –                            | –                            | 2                            | –                            | 112                          | 1                            | 29                           | –                            | 95                           | –                            | 1                            | –                            | 2                            | –                            | –                            | 1                            | –                            | Swietom wo tmie |
| 2016                                                     | „Tebie nie budiet bolno”                         | –                            | –                            | –                            | –                            | –                            | –                            | –                            | –                            | –                            | –                            | –                            | –                            | –                            | 52                           | 9                            | –                            | –                            | 7                            | –                            | –                            | 24                           | –                            | –                            | –                            | –                            | 161                          | –                            | 145                          | –                            | 165                          | –                            | –                            | Swietom wo tmie |
| 2016                                                     | „Kto tebie skazal”                               | –                            | –                            | –                            | –                            | –                            | –                            | –                            | –                            | –                            | –                            | –                            | –                            | –                            | –                            | –                            | –                            | –                            | 19                           | –                            | –                            | 63                           | –                            | –                            | –                            | –                            | 164                          | –                            | 13                           | –                            | –                            | –                            | –                            | Swietom wo tmie |
| 2021                                                     | „Chem Haskanum” (Kristina Si, gościnnie: Maléna) | 22                           | 1                            | 129                          | 75                           | –                            | –                            | 17                           | 2                            | 1                            | 76                           | 15                           | 2                            | 137                          | 1                            | 35                           | 11                           | 6                            | 3                            | 1                            | –                            | –                            | 30                           | –                            | –                            | 1                            | –                            | –                            | 1                            | 14                           | –                            | 1                            | –                            | –               |
| „–” oznacza, że singel nie był notowany na danej liście. |                                                  |                              |                              |                              |                              |                              |                              |                              |                              |                              |                              |                              |                              |                              |                              |                              |                              |                              |                              |                              |                              |                              |                              |                              |                              |                              |                              |                              |                              |                              |                              |                              |                              |                 |

#### Jako gościnna artystka
| Rok                                                      | Tytuł                                                     | Najwyższe pozycje na listach | Najwyższe pozycje na listach | Najwyższe pozycje na listach | Najwyższe pozycje na listach | Najwyższe pozycje na listach | Najwyższe pozycje na listach | Najwyższe pozycje na listach | Najwyższe pozycje na listach | Najwyższe pozycje na listach | Najwyższe pozycje na listach | Najwyższe pozycje na listach | Najwyższe pozycje na listach | Album |
| Rok                                                      | Tytuł                                                     | Apple Music                  | Apple Music                  | iTunes                       | iTunes                       | iTunes                       | iTunes                       | iTunes                       | iTunes                       | iTunes                       | iTunes                       | iTunes                       | iTunes                       | Album |
| Rok                                                      | Tytuł                                                     | TJK                          | TKM                          | RUS                          | AZE                          | BLR                          | EST                          | KAZ                          | LTU                          | LUX                          | LAT                          | POL                          | UKR                          | Album |
| -------------------------------------------------------- | --------------------------------------------------------- | ---------------------------- | ---------------------------- | ---------------------------- | ---------------------------- | ---------------------------- | ---------------------------- | ---------------------------- | ---------------------------- | ---------------------------- | ---------------------------- | ---------------------------- | ---------------------------- | ----- |
| 2013                                                     | „Posmotri” (Timati, gościnnie: Kristina Si)               | 80                           | 55                           | 40                           | 64                           | 18                           | –                            | 8                            | 123                          | 89                           | –                            | –                            | 82                           | –     |
| 2015                                                     | „Ty gotow uslyszat' net?” (Natan, gościnnie: Kristina Si) | 108                          | 145                          | 1                            | 104                          | 32                           | 4                            | –                            | 143                          | –                            | 1                            | 144                          | 2                            | –     |
| „–” oznacza, że singel nie był notowany na danej liście. |                                                           |                              |                              |                              |                              |                              |                              |                              |                              |                              |                              |                              |                              |       |